# 花纹棘石鳖
花纹棘石鳖（学名：Acanthopleura woodwardi），是新石鳖目石鳖科海胆石鳖属的一种。主要分布于台湾，常栖息在潮间带岩礁区。